# Philiris speirion
Philiris speirion är en fjärilsart som beskrevs av Druce 1897. Philiris speirion ingår i släktet Philiris och familjen juvelvingar. Inga underarter finns listade i Catalogue of Life.